# Olpe (Kansas)
Olpe es una ciudad ubicada en el condado de Lyon en el estado estadounidense de Kansas. En el año 2010 tenía una población de 114 habitantes y una densidad poblacional de 682,5 personas por km².

## Geografía
Olpe se encuentra ubicada en las coordenadas 38°15′43″N 96°10′10″O / 38.26194, -96.16944 (38.262070, -96.169322).

## Demografía
Según la Oficina del Censo en 2000 los ingresos medios por hogar en la localidad eran de $34,643 y los ingresos medios por familia eran $37,813. Los hombres tenían unos ingresos medios de $30,625 frente a los $18,542 para las mujeres. La renta per cápita para la localidad era de $13,623. Alrededor del 7.3% de la población estaban por debajo del umbral de pobreza.